# Amagney
Amagney ist eine französische Gemeinde mit 937 Einwohnern (Stand: 1. Januar 2022) im Département Doubs in der Region Bourgogne-Franche-Comté. Sie gehört zum Arrondissement Besançon und ist Mitglied im Gemeindeverband Grand Besançon Métropole. Die Bewohner werden Magnoulots und Magnoulottes genannt.

## Geographie
Amagney liegt auf 283 m, etwa zwölf Kilometer nordöstlich der Stadt Besançon (Luftlinie). Das Dorf erstreckt sich im Doubstal in einer Nische am nördlichen Talrand, am Südfuß des Bois de Sassy im äußersten Nordwesten des Juras.
Die Fläche des 13,13 km² großen Gemeindegebiets umfasst einen Abschnitt des Doubstals. Der zentrale Teil des Gebietes wird vom rund 4 km² großen Becken von Amagney eingenommen, das sich nach Süden zum Doubstal hin öffnet. Es wird vom Ruisseau de la Perrouse zum Doubs entwässert. Flankiert wird das Becken im Norden vom bewaldeten Kamm des Bois de Sassy, auf dem mit 504 m die höchste Erhebung von Amagney erreicht wird. Im Osten befindet sich der Höhenrücken der Montagne Notre-Dame d’Aigremont (bis 400 m), der durch eine Talfurche vom Bois de Sassy getrennt ist. Die westliche Abgrenzung verläuft auf dem Plateau des Bois de Ban, das durchschnittlich auf 330 m liegt.
Zu Amagney gehören neben dem eigentlichen Ort auch mehrere Weiler und Einzelhöfe, darunter:
- La Malmaison (270 m) am östlichen Rand des Beckens von Amagney
- Les Longeaux-Dessous (295 m) in der Talfurche zwischen Bois de Sassy und Montagne Notre-Dame d’Aigremont

Nachbargemeinden von Amagney sind 
- Marchaux-Chaudefontaine und Châtillon-Guyotte im Norden,
- Pouligney-Lusans und Deluz im Osten,
- Vaire im Süden,
- Novillars und Roche-lez-Beaupré im Süden,
- Thise im Westen.

## Geschichte
Die Pfarrkirche von Amagney ist seit dem Jahr 1275 urkundlich belegt. Im Mittelalter bildete Amagney eine eigene Herrschaft. Zusammen mit der Franche-Comté gelangte das Dorf mit dem Frieden von Nimwegen 1678 definitiv an Frankreich.

## Sehenswürdigkeiten
Die Kirche Saint-Ferréol-et-Ferjeux wurde 1763 neu erbaut und 1876 vergrößert. Im alten Ortskern sind mehrere Häuser aus dem 18. und 19. Jahrhundert im traditionellen Stil der Franche-Comté sowie drei Brunnen (19. Jahrhundert) erhalten.

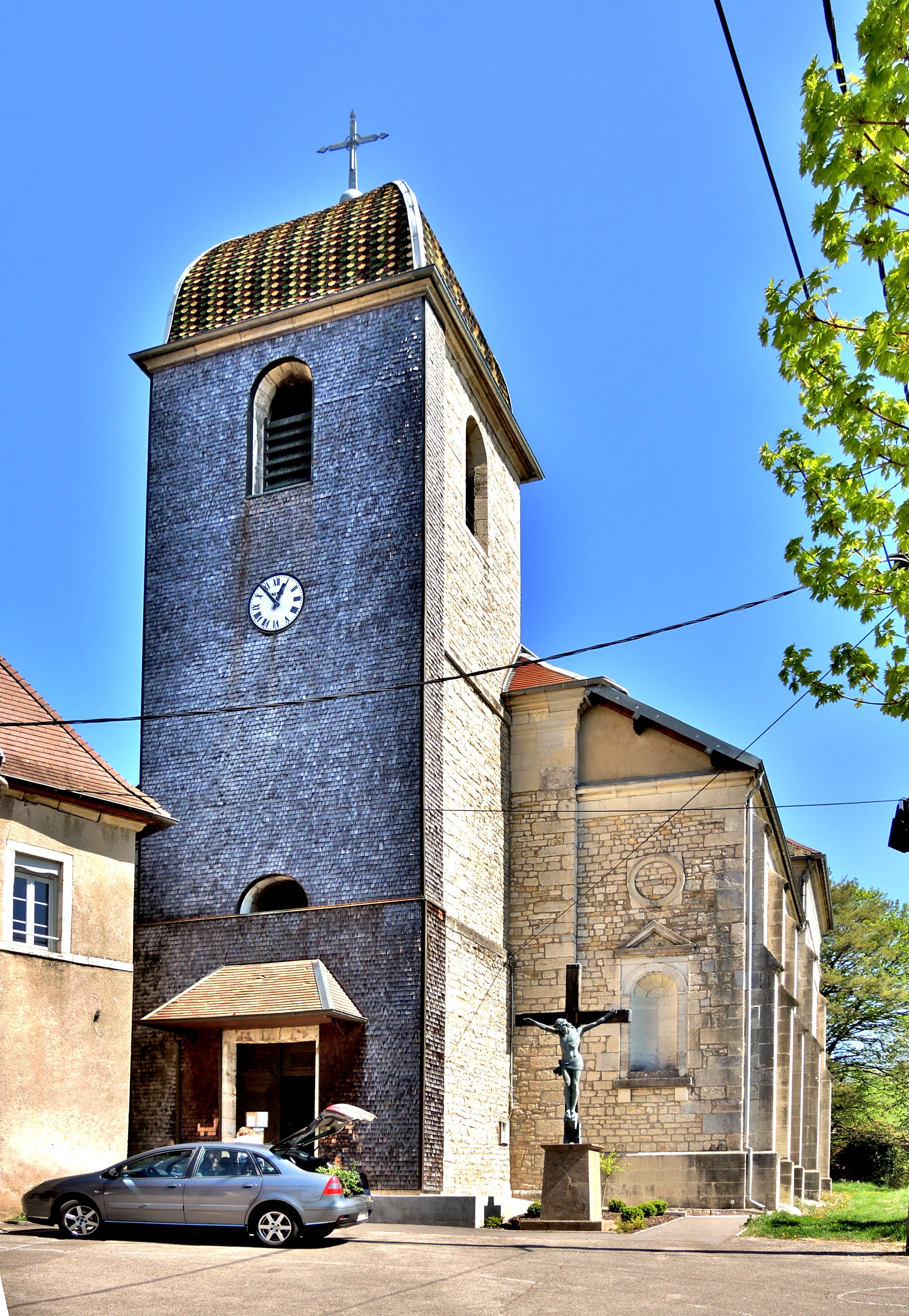
Kirche Saint-Ferréol et Saint-Ferjeux
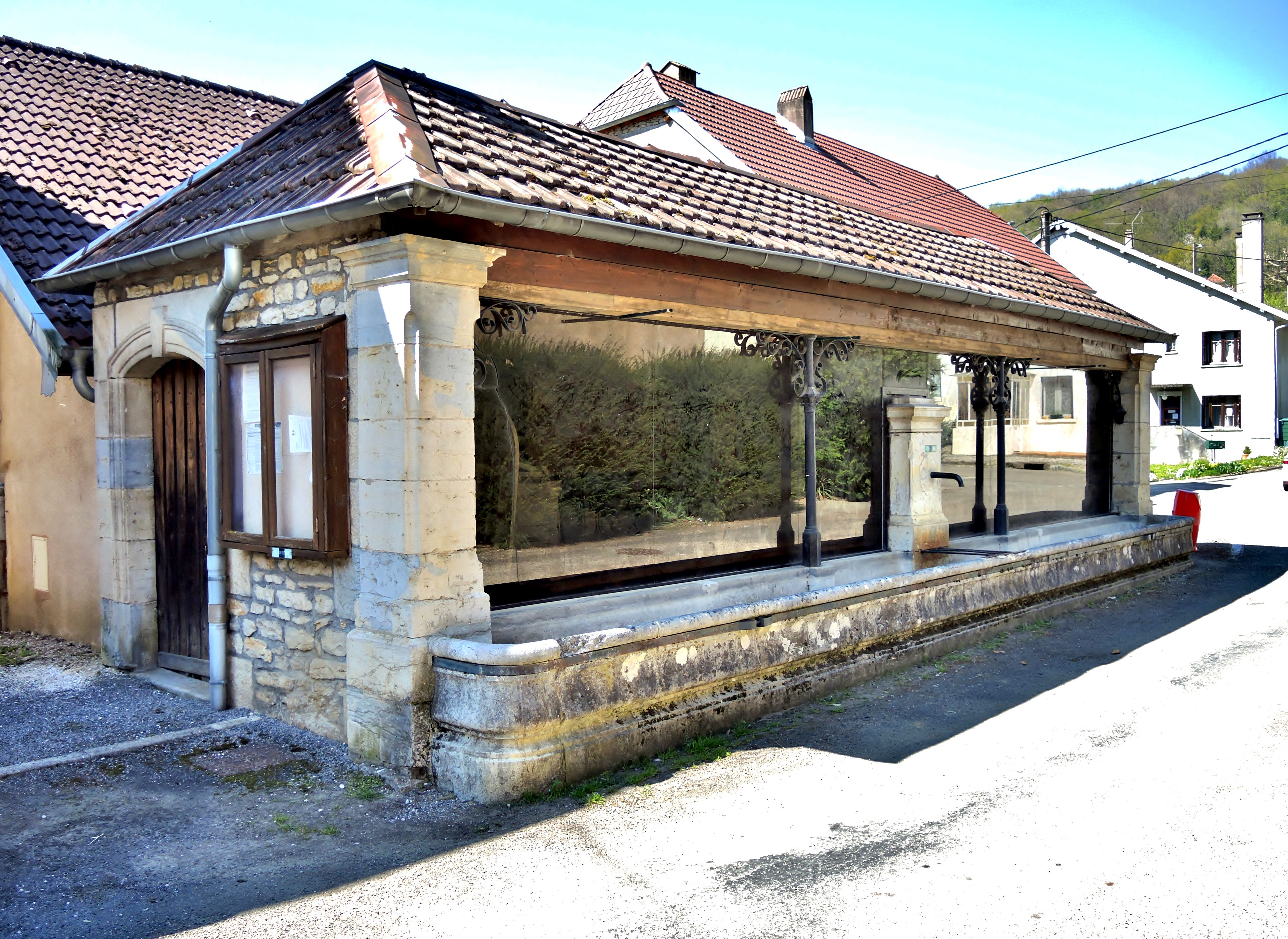
Ehemaliges Waschhaus
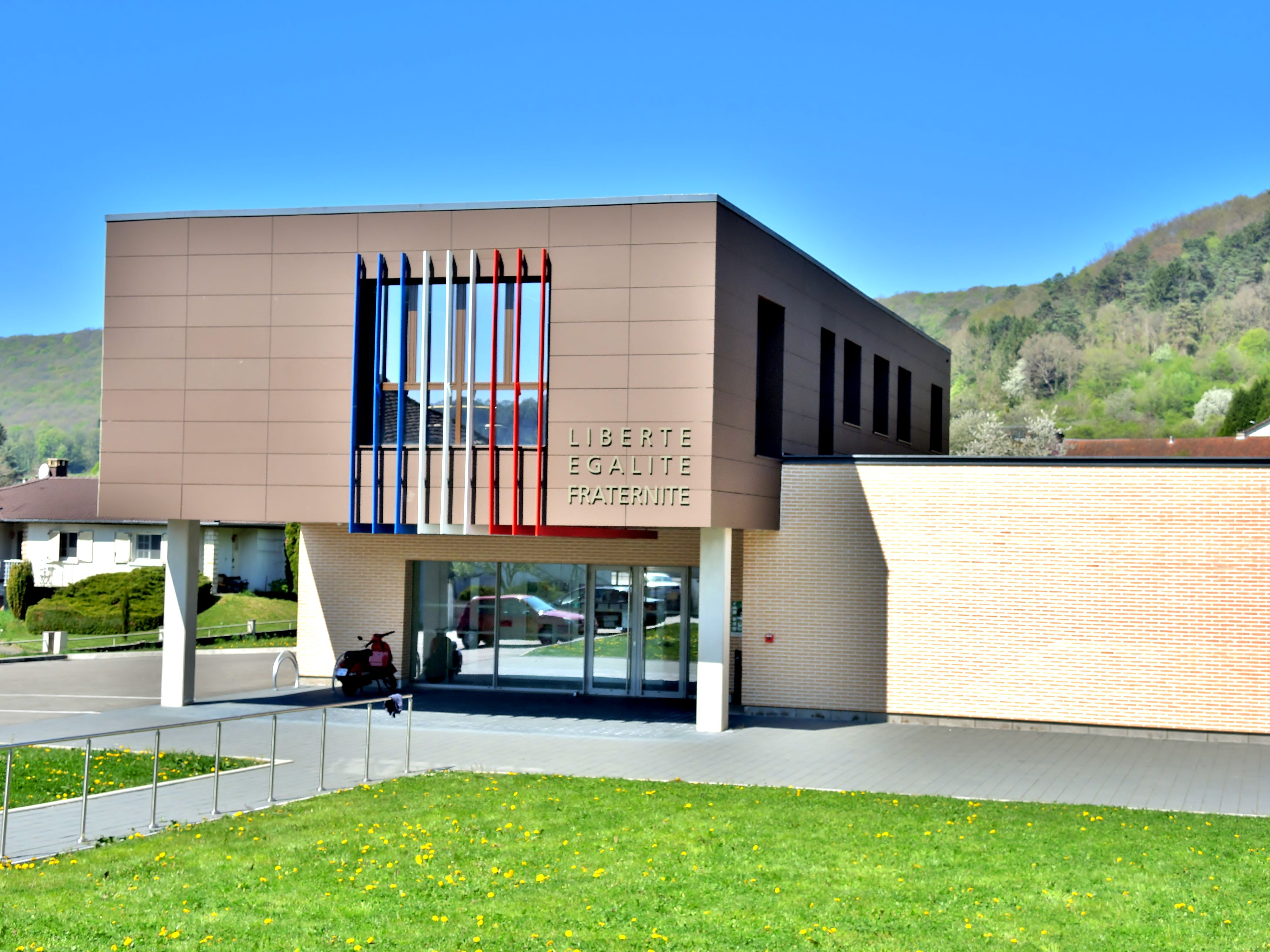
Rathaus

## Bevölkerung
| Jahr                       | 1962 | 1968 | 1975 | 1982 | 1990 | 1999 | 2008 | 2018 |
| Einwohner                  | 433  | 422  | 597  | 656  | 664  | 680  | 724  | 904  |
| Quellen: Cassini und INSEE |      |      |      |      |      |      |      |      |

Mit 937 Einwohnern (Stand 1. Januar 2022) gehört Amagney zu den kleineren Gemeinden des Départements Doubs. Nachdem die Einwohnerzahl in der ersten Hälfte des 20. Jahrhunderts stets im Bereich zwischen 400 und 470 Personen gelegen hatte, wurde besonders während der 1970er Jahre ein deutliches Bevölkerungswachstum verzeichnet.

## Wirtschaft und Infrastruktur
Amagney war bis weit ins 20. Jahrhundert hinein ein vorwiegend durch die Landwirtschaft (Acker-, Wein- und Obstbau sowie Viehzucht) und die Forstwirtschaft geprägtes Dorf. Daneben gibt es heute einige Betriebe des lokalen Kleingewerbes. Mittlerweile hat sich das Dorf auch zu einer Wohngemeinde gewandelt. Viele Erwerbstätige sind deshalb Wegpendler, die in der Agglomeration Besançon ihrer Arbeit nachgehen.
Die Ortschaft liegt zwar abseits der größeren Durchgangsstraßen, ist aber trotzdem verkehrstechnisch gut erschlossen. Die Hauptzufahrt erfolgt von der Hauptstraße N83, die von Besançon nach Montbéliard führt. Der nächste Anschluss an die Autobahn A36 befindet sich in einer Entfernung von ungefähr sechs Kilometern. Weitere Straßenverbindungen bestehen mit Novillars und Marchaux.